# 泉町駅
泉町駅（いずみちょうえき）は、山梨県甲府市相生一丁目（当時は泉町）にあった山梨交通電車線の電停である。

## 概要
相生町 - 荒川橋間が開通した1ヵ月後に新設された電停で、相生町電停から平和通りを通り過ぎ、現在の美術館通りに入ったところにある1面1線安全地帯なしの構造であった。周囲は商店混じりの住宅地が続く一帯で、幅員が狭い中に単線の線路が荒川橋まで続いていた。

## 歴史
- 1932年（昭和7年）11月27日：開業。
- 1962年（昭和37年）7月1日：路線廃止により廃駅。

## 廃線後の状況
路面区間の電停ということもあり元から痕跡は残っていなかったが、道路だけは2車線で最近まで狭い状態のままであった。しかし1999年頃から拡幅工事が始まり、建物も軒並み建て替えられて現在では5車線になって面影をしのぶよすがすらない。
なお電停名の「泉町」は本来この美術館通り沿いの町名であったが、町名整理で「丸の内」と「相生」に吸収されて消滅している。通り沿いの「丸の内郵便局」も以前は「泉町郵便局」であった。

## 隣の駅
山梨交通
電車線
相生町駅 - 泉町駅 - 第二高校前駅